# Marrancos
Marrancos ist ein Ort und eine ehemalige Gemeinde (Freguesia) im Norden Portugals.
Marrancos gehört zum Kreis Vila Verde im Distrikt Braga. Die Gemeinde hatte eine Fläche von 3,2 km² und 501 Einwohner (Stand 30. Juni 2011).
Am 29. September 2013 wurden die Gemeinden Marrancos und Arcozelo zur neuen Gemeinde União das Freguesias de Marrancos e Arcozelo zusammengeschlossen.